# دار بلومزبري
دار بلومزبري (بالإنجليزية: Bloomsbury Publishing) هي دار للنشر مقرها حي بلومزبري في لندن.
دخلت الدار في شراكة مع مؤسسة قطر تأسست بموجبها دار «بلومزبري - مؤسسة قطر للنشر» سنة 2008م، وانتهت الشراكة عام 2015م.